# Limnephilus rothi
Limnephilus rothi là một loài Trichoptera trong họ Limnephilidae. Chúng phân bố ở miền Tân bắc.